# تقنية النانو لتنقية المياه
هناك العديد من أجهزة تنقية المياه المتوفرة في السوق تستخدم تقنيات مختلفة مثل الغليان، والترشيح، والتقطير، والكلورة، والترسيب، والأكسدة. تلعب تقنية النانو حاليًا دورًا حيويًا في تقنيات تنقية المياه. تقنية النانو (تكنولوجيا النانو) هي عملية معالجة الذرات على مقياس النانو. في تقنية النانو، تُستخدم أغشية النانو بغرض تلطيف المياه وإزالة الملوثات مثل الملوثات الفيزيائية والبيولوجية والكيميائية. هناك مجموعة متنوعة من التقنيات في تكنولوجيا النانو تستخدم جزيئات النانو لتوفير مياه الشرب الآمنة مع مستوى عالٍ من الفعالية. أصبحت بعض التقنيات تجارية.
لتحسين تنقية المياه أو عمليات المعالجة، يُفضل استخدام تقنية النانو. تُستخدم أنواع مختلفة من المواد النانوية أو الجسيمات النانوية في عمليات معالجة المياه. تقنية النانو مفيدة في ما يتعلق بالمعالجة وتحلية المياه والترشيح والتنقية ومعالجة المياه.
الملامح الرئيسية التي تجعل الجسيمات النانوية فعالة لمعالجة المياه هي:
- مساحة سطح أكبر
- حجم صغير
- كلما زادت مساحة السطح وحجمه، أصبحت الجسيمات أقوى وأكثر ثباتًا ومتانةً
- قد تغير المواد الخصائص الكهربائية، أو البصرية، أو الفيزيائية، أو الكيميائية، أو البيولوجية على مستوى النانو
- تسهيل التفاعلات الكيميائية والبيولوجية

تشمل أجهزة تنقية المياه التجارية الحالية التي تستخدم تقنية النانو الزجاجة الصحية، والوعاء الصحي، والمكعب صحي، والنانوسيرام، والنانوH2O.

## نظام تنقية المياه بالاعتماد على السيللوز النانوي
تشمل المواد المتجددة المعتمدة على السيللوز النانوي مزيجًا من مساحة سطح كبيرة مع متانة مواد عالية. السيللوز النانوي خامل كيميائيًا، وله تركيب كيميائي سطحي محب للماء متعدد الاستخدامات. وهذه الخصائص تجعله أكثر المواد النانوية الواعدة للاستخدام كغشاء ومرشح في أنظمة تنقية المياه لإزالة الملوثات الجرثومية والكيميائية من المياه الملوثة. يُلاحظ أن مادة السيللوز النانوي تملك إمكانات عالية في تكنولوجيا تنقية المياه. تشمل الأنواع المختلفة من المواد السيللوزية النانوية المتاحة لنظام تنقية المياه البلورات السيللوزية النانوية (سي إن سي) والألياف السيللوزية النانوية (سي إن إف). هذه هي المواد النانوية الشبيهة بالقضبان التي يتراوح حجمها من 100 إلى 2000 نانومتر بقطر 2 إلى 20 نانومتر. يستند هذا الطول وهذا القطر في الغالب إلى منشأ ومسار التحضير لتركيب السيللوز النانوي. تُستخدم هذه المواد السيللوزية النانوية لإزالة الملوثات العضوية في الماء مثل الأصباغ، والزيوت، ومبيدات الآفات الموجودة في الماء. في الوقت الحالي، يُصنع الغشاء الحيوي بالكامل باستخدام السيللوز النانوي الذي يُستخدم لإزالة أيونات المعادن مثل Cu2+ وFe2+ وغيرها، والكبريتات، والفلوريدات، والمركبات العضوية الأخرى. يتميز المرشح السيللوزي النانوي الحيوي بميزات أكثر من المرشحات التقليدية. يُحضر السيللوز النانوي بطرق مختلفة مثل التحلل المائي لحمض الكبريتيك وطريقة الطحن الميكانيكية. يعتمد نظام تنقية المياه بشكلٍ أساسي على مبدأ الامتصاص. من أجل امتصاص أنواع المعادن الأنيونية، تُستخدم المواد السيللوزية النانوية مع مجموعة موجبة الشحنة. وبالمثل، من أجل امتصاص أنواع المعادن الكاتيونية، تُستخدم مادة السيللوز النانوي مع المجموعة الأنيونية سالبة الشحنة. للمواد المعتمدة على السيللوز النانوي قيود على تكلفة الإنتاج وخصوصيته على نطاق واسع. يعتمد البحث الحالي على تركيب مادة سيللوزية نانوية هجينة مع العديد من المواد النانوية الأخرى لتحسين قدرة الامتصاص الكيميائي.